# David Bisconti
David Bisconti (Rosario, 22 settembre 1968) è un ex calciatore argentino, di ruolo centrocampista.

## Statistiche

### Presenze e reti nei club
| Stagione  | Squadra                     | Campionato | Campionato | Campionato |
| Stagione  | Squadra                     | Comp       | Pres       | Reti       |
| --------- | --------------------------- | ---------- | ---------- | ---------- |
| 1988-1989 | Rosario Central             | PD         | 33         | 2          |
| 1989-1990 | Rosario Central             | PD         | 35         | 5          |
| 1990-1991 | Rosario Central             | PD         | 36         | 12         |
| 1991-1992 | Rosario Central             | PD         | 38         | 10         |
| 1992-1993 | Rosario Central             | PD         | 12         | 1          |
|           | Totale Rosario Central      |            | 154        | 28         |
| 1993      | Yokohama Marinos            | J1         | 27         | 8          |
| 1994      | Yokohama Marinos            | J1         | 25         | 11         |
| 1995      | Yokohama Marinos            | J1         | 48         | 27         |
| 1996      | Yokohama Marinos            | J1         | 21         | 7          |
|           | Totale Yokohama Marinos     |            | 121        | 53         |
| 1997      | Univ. Católica              | PD         | 29         | 23         |
| 1998      | Univ. Católica              | PD         | 11         | 2          |
|           | Totale Universidad Católica |            | 40         | 25         |
| 1998-1999 | Badajoz                     | SD         | 13         | 2          |
|           | Totale Badajoz              |            | 13         | 2          |
| 1999-2000 | Gimnasia (J)                | PD         | 21         | 3          |
|           | Totale Badajoz              |            | 21         | 3          |
| 2000      | Avispa Fukuoka              | J1         | 12         | 6          |
| 2001      | Avispa Fukuoka              | J2         | 5          | 3          |
| 2002      | Avispa Fukuoka              | J2         | 15         | 4          |
|           | Totale Avispa Fukuoka       |            | 32         | 13         |
| 2002      | Sagan Tosu                  | J2         | 26         | 16         |
|           | Totale Badajoz              |            | 26         | 16         |

## Albo d'oro

### Club
- Coppa delle Coppe AFC: 1

Yokohama Marinos: 1993
- Campionato giapponese: 1

Yokohama Marinos: 1995
- Campionato cileno: 1

Universidad Católica: 1997

### Individuale
- Capocannoniere della Primera División de Chile: 1

1997